# Воллес Спірмон
Воллес Спірмон (молодший) (англ. Wallace Spearmon Jr.; нар. 24 грудня 1984) — американський легкоатлет, який спеціалізувався в бігу на короткі дистанції.
Батько — Воллес Спірмон (нар. 1962) — чемпіон Універсіади з бігу на 200 метрів та з естафетного бігу 4×100 метрів (1987).

## Спортивні досягнення
Фіналіст (4-е місце) олімпійських змагань з бігу на 200 метрів (2012). Фінішував третім у фіналі бігу на 200 метрів на Олімпіаді-2008, проте був дискваліфікований по закінченні забігу через заступ на розмежувальну лінію між доріжками.
Чемпіон світу з естафетного бігу 4×100 метрів (2007). Срібний призер з бігу на 200 метрів на чемпіонаті світу (2005). Двічі бронзовий призер з бігу на 200 метрів на чемпіонатах світу (2007, 2009).
Чемпіон світу в приміщенні з естафетного бігу 4×400 метрів (2006).
Переможець змагань з бігу на 200 метрів та з естафетного бігу 4×100 метрів на Кубку світу (2006). Переможець змагань з бігу на 200 метрів та з естафетного бігу 4×100 метрів на Континентальному кубку (2010).
Чемпіон Діамантової ліги з бігу на 200 метрів (2010).
Чемпіон Панамериканських ігор з естафетного бігу 4×100 метрів (2015). Фіналіст (5-е місце) змагань з бігу на 200 метрів на Панамериканських іграх (2015).
Триразовий чемпіон США з бігу на 200 метрів (2006, 2010, 2012).
Ексволодар вищого світового досягнення в приміщенні з бігу на 300 метрів — 31,88 (2006).

## Допінг
Із серпня по листопад 2014 відбував тримісячну дискваліфікацію за порушення антидопінгових правил.